# 129161 Mykallefevre
129161 Mykallefevre è un asteroide della fascia principale. Scoperto nel 2005, presenta un'orbita caratterizzata da un semiasse maggiore pari a 2,6297591 UA e da un'eccentricità di 0,0699782, inclinata di 15,22014° rispetto all'eclittica.